# (73885) Kalaymoodley
(73885) Kalaymoodley est un astéroïde de la ceinture principale.

## Description
(73885) Kalaymoodley est un astéroïde de la ceinture principale. Il fut découvert le 1er mars 1997 à Campo Imperatore par Andrea Boattini. Il présente une orbite caractérisée par un demi-grand axe de 2,34 UA, une excentricité de 0,24 et une inclinaison de 23,5° par rapport à l'écliptique.

## Compléments